# Olena Stepaniv
Olena Stepaniv (Vyshnivchyk, 7 dicembre 1892 – Leopoli, 11 luglio 1963) è stata una militare ed economista ucraina.
È considerata la prima ufficiale donna dell'esercito ucraino.

## Biografia
Olena Stepaniv nacque a Vyshnivchyk in Austria-Ungheria (attuale Ucraina) nel 1892. Nel 1912 partecipò a un incontro organizzato da Konstantyna Malytska per il "Comitato delle donne" a Leopoli in preparazione alla guerra. Tra le presenti vi erano anche Olena Zalizniak, Mariia Biletska e Ol'ha Basarab. Queste suggerirono che i soldi raccolti dal "Fondo nazionale per il combattimento" dovessero essere impiegati per finanziare la Legione dei fucilieri del Sich.
Durante la Prima guerra mondiale, mentre frequentava l'Università di Leopoli, le fu affidato il comando di un plotone. Stepaniv raccontò di essersi dovuta travestire da uomo per potersi unire alla Legione dei fucilieri ucraini del Sich. Il suo travestimento fu scoperto e una sua eventuale incarcerazione per quanto commesso fu oggetto di dibattito; tuttavia, fu salvata dall'intervento dell'avvocato Volodymyr Starosolsky, che persuase gli ufficiali di reclutamento a permetterle di arruolarsi. Si stima che soltanto trentaquattro donne ucraine combatterono nella Prima guerra mondiale, tra cui Stepaniv e la sua amica Hanna Dmyterko.

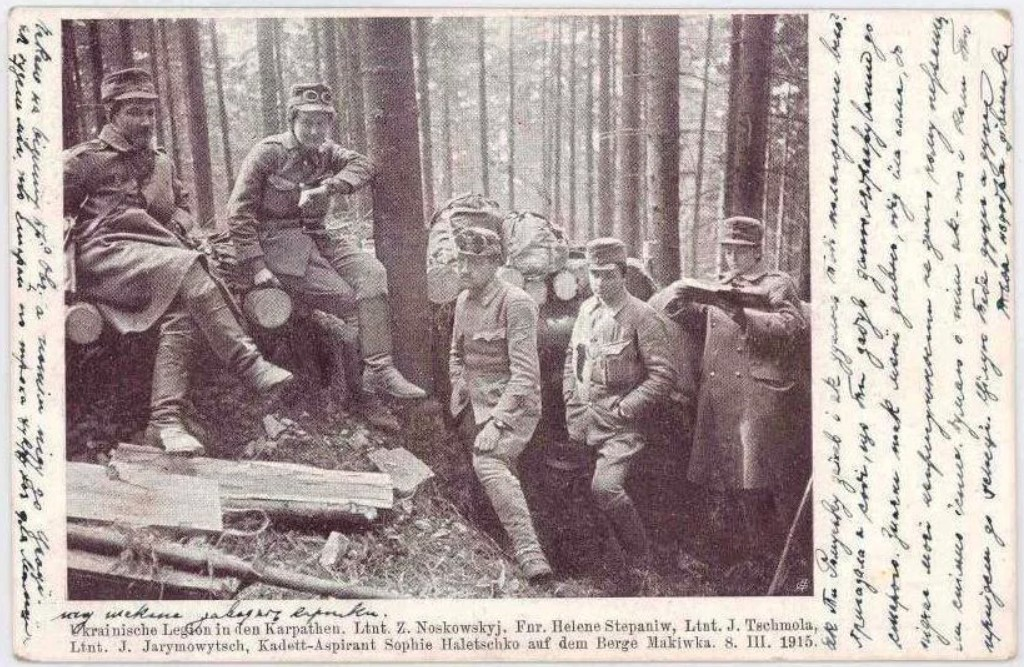
Una cartolina mostra gli ufficiali Zenon Noskovskyi, Olena Stepaniv, Ivan Chmola, Osyp Yarymovych e Sofia Halechko sul Monte Makivka

Stepaniv combatté nella battaglia di Makiïvka, in seguito alla quale fu promossa al grado di sottotenente e premiata con una medaglia al valore. In quegli anni, la presenza delle donne sul campo di battaglia fu oggetto di interesse giornalistico a livello internazionale, con la diffusione di articoli e cartoline raffiguranti le soldatesse. Tra queste, vi era la stessa Stepaniv. Ferenc Molnár, giornalista e drammaturgo ungherese, riportò di avere visto delle tiratrici scelte ucraine combattere a fianco dei soldati uomini e venire premiate con delle medaglie al valore per le loro gesta. Secondo una fonte, Stepaniv, Sofia Halechko and Iryna Kuz furono le prime donne nel XX secolo a combattere all'interno di un esercito a fianco degli uomini, ma un'altra fonte cita esempi precedenti.
Stepaniv fu fatta prigioniera dai Russi insieme ad altri soldati, dopo aver coperto una ritirata a Bolechiv.  Fu detenuta a Tashkent come prigioniera di guerra, dove rimase fino al 1917. L'anno successivo, partecipò all'organizzazione di una rivolta nella città, in quanto membro del comando supremo della legione militare. Dal 1918 al 1919 fu di nuovo alla guida di un plotone, questa volta nell'Esercito ucraino di Galizia, la forza militare della Repubblica Popolare dell'Ucraina Occidentale.
Dopo la fine della guerra, Stepaniv tornò agli studi e completò un dottorato. Nel 1927 partecipò al secondo Congresso degli scienziati e medici ucraini. Nel 1930 pubblicò un libro riguardante gli anni 1912-1914, che fu solo una delle 75 pubblicazioni che avrebbe realizzato nel corso della sua vita.
Stepaniv insegnò in un ginnasio delle Suore dell'Ordine di San Basilio Magno; vi rimase fino al 1935, quando i leader polacchi dell'ordine le imposero di lasciare l'istituto. Iniziò allora a lavorare con la Ridna Shkola Society, che dal 1881 promuoveva lo studio e l'utilizzo della lingua ucraina. In quegli anni, lavorò anche per l'Audit Union of Ukrainian Co-operatives e divenne una personalità nota.
Nel 1942 assunse la direzione del dipartimento di statistica dell'Università di Leopoli. Raccolse e pubblicò dei dati che fu ritenuto avessero l'intento di mettere in imbarazzo gli occupanti del paese. Durante la Seconda guerra mondiale continuò a lavorare per l'Università di Leopoli, ma dopo la guerra fu mandata in un campo di lavoro in Moldavia a causa del suo patriottismo ucraino. Fu trattenuta lì fino al 1956.

## Vita privata
Stepaniv sposò Roman Dashkevych, avvocato e alfiere della marina dell'Esercito popolare ucraino. Nel 1926 ebbero un figlio, Yaroslav Dashkevych.

## Morte e eredità

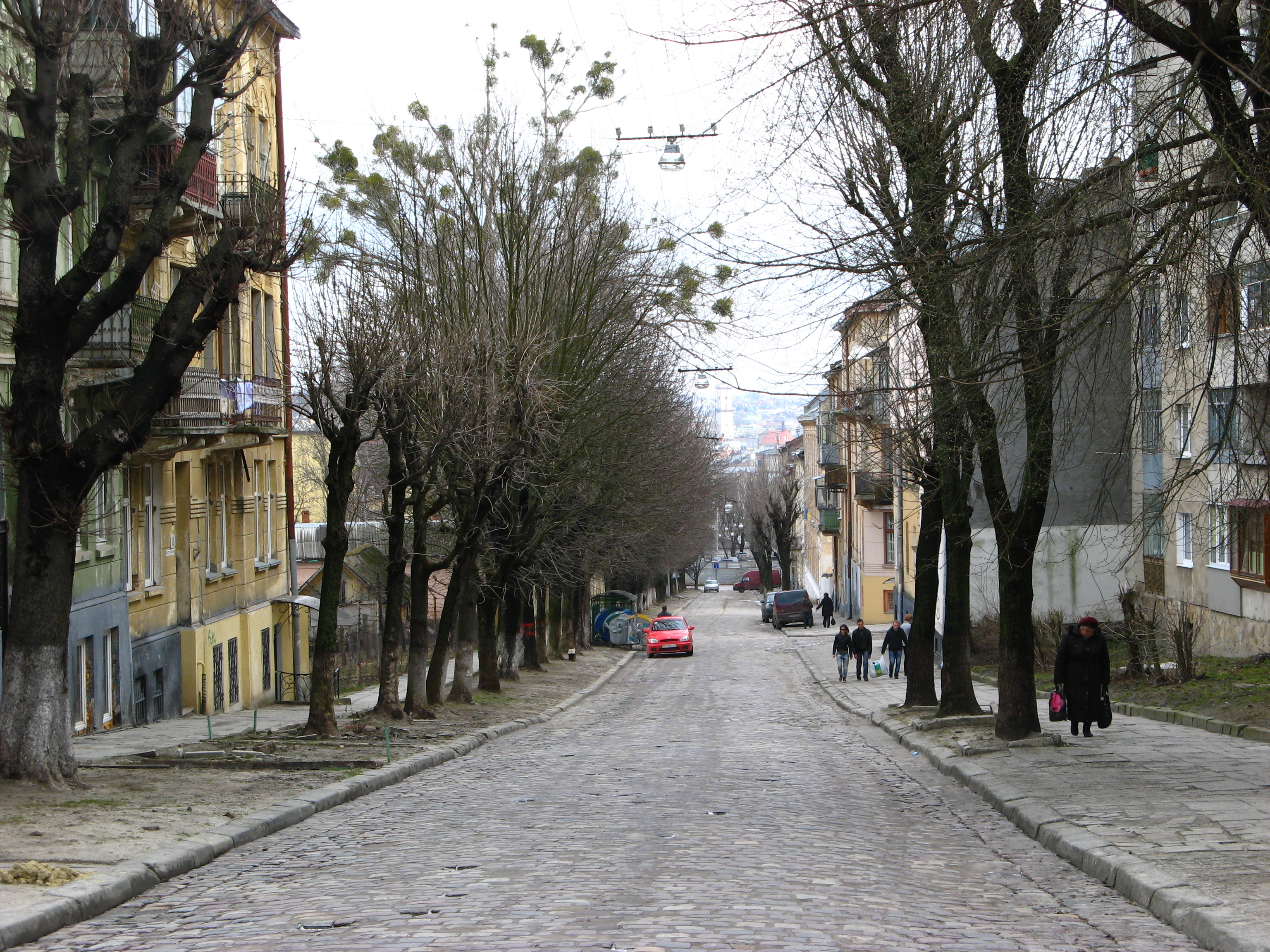
Via Stepanivny a Leopoli

Stepaniv morì a Leopoli nel 1963. Sulla sua vita sono state scritte delle biografie romanzate.
Nel 1991 a Leopoli le è stata intitolata una strada, in quanto prima donna nominata ufficiale dell'esercito ucraino.
Nell'ottobre 2002 la strada Yelizaveta Chaikina a Kiev fu rinominata Via Olena Stepaniv.